# Fundo de Manutenção e Desenvolvimento da Educação Básica e de Valorização dos Profissionais da Educação

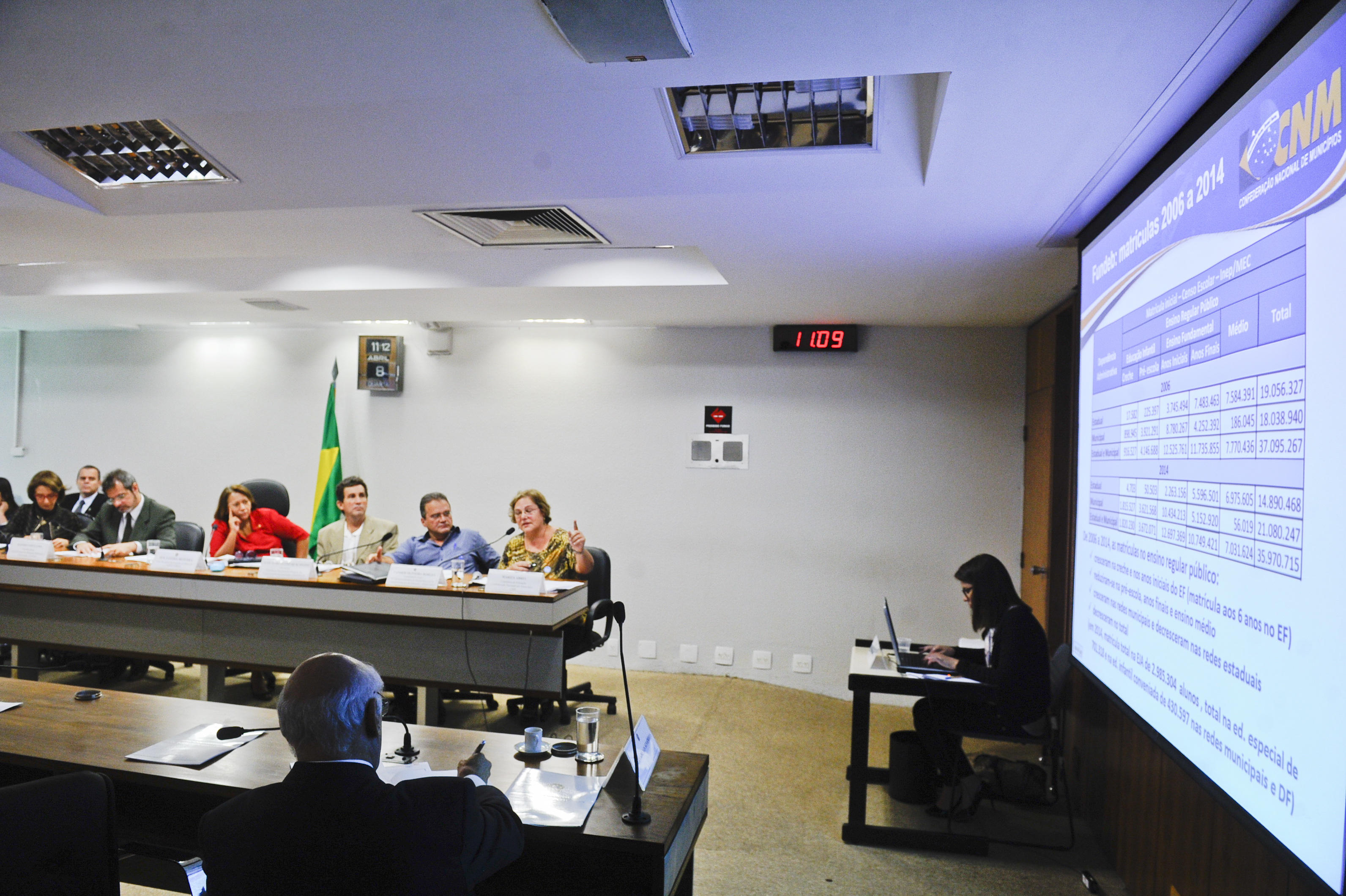
Audiência pública, em abril de 2015, sobre o FUNDEB na Comissão de Educação, Cultura e Esporte do Senado.

Fundo de Manutenção e Desenvolvimento da Educação Básica e de Valorização dos Profissionais da Educação (Fundeb) é um conjunto de fundos contábeis (26 estaduais e 1 do Distrito Federal) formado por recursos dos três níveis da administração pública do Brasil para promover o financiamento da educação básica pública.
Foi criado em janeiro de 2007 e substitui o Fundo de Manutenção e Desenvolvimento do Ensino Fundamental e de Valorização do Magistério (FUNDEF), sendo que a principal diferença é atender, além do ensino fundamental, objeto do antecessor, também a educação infantil, o ensino médio e a educação de jovens e adultos (EJA).
No ano de 2019, cerca de 40% dos recursos utilizados pelas redes públicas na educação básica vinham do Fundeb.
Em 2023, o Fundeb distribuiu cerca de 268 bilhões de reais entre os municípios, estados e o Distrito Federal.

## História
Os estados e municípios colaboravam com o fundo com 20% da sua receita proveniente de impostos e transferências. Em 2007, a contribuição era 16,66% ― Fundo de Participação de Estados e Distrito Federal (FPE), Fundo de Participação dos Municípios (FPM), Imposto sobre Circulação de Mercadorias e Serviços (ICMS), Lei Complementar n. 87 de 1996 (LC 87/96) e Imposto sobre Produtos Industrializados (IPIexp) ― e de 6,66% ― Imposto de transmissão causa mortis e doação (ITCMD), Imposto sobre a propriedade de veículos automotores (IPVA), Imposto territorial rural (ITRm) e outros eventualmente instituídos ―, sendo reajustada para 18,33% e 13,33% em 2008. Por fim, de 2009 em diante, a contribuição atingiu o patamar atual de 20%.
Já a União aplicou no Fundeb 2 bilhões de reais em 2007, 3 bilhões em 2008 e 4,5 bilhões em 2009. A partir de 2010 sua colaboração passou a ser, no mínimo, 10% do total da contribuição oriunda dos estados e municípios de todo o país. No ano de 2019 os recursos arrecadados pelos Fundebs somaram mais de 166 bilhões de reais, dos quais aproximadamente 151 bilhões de reais (~90%) vieram dos estados e municípios e 15 bilhões de reais (~10%) da União.

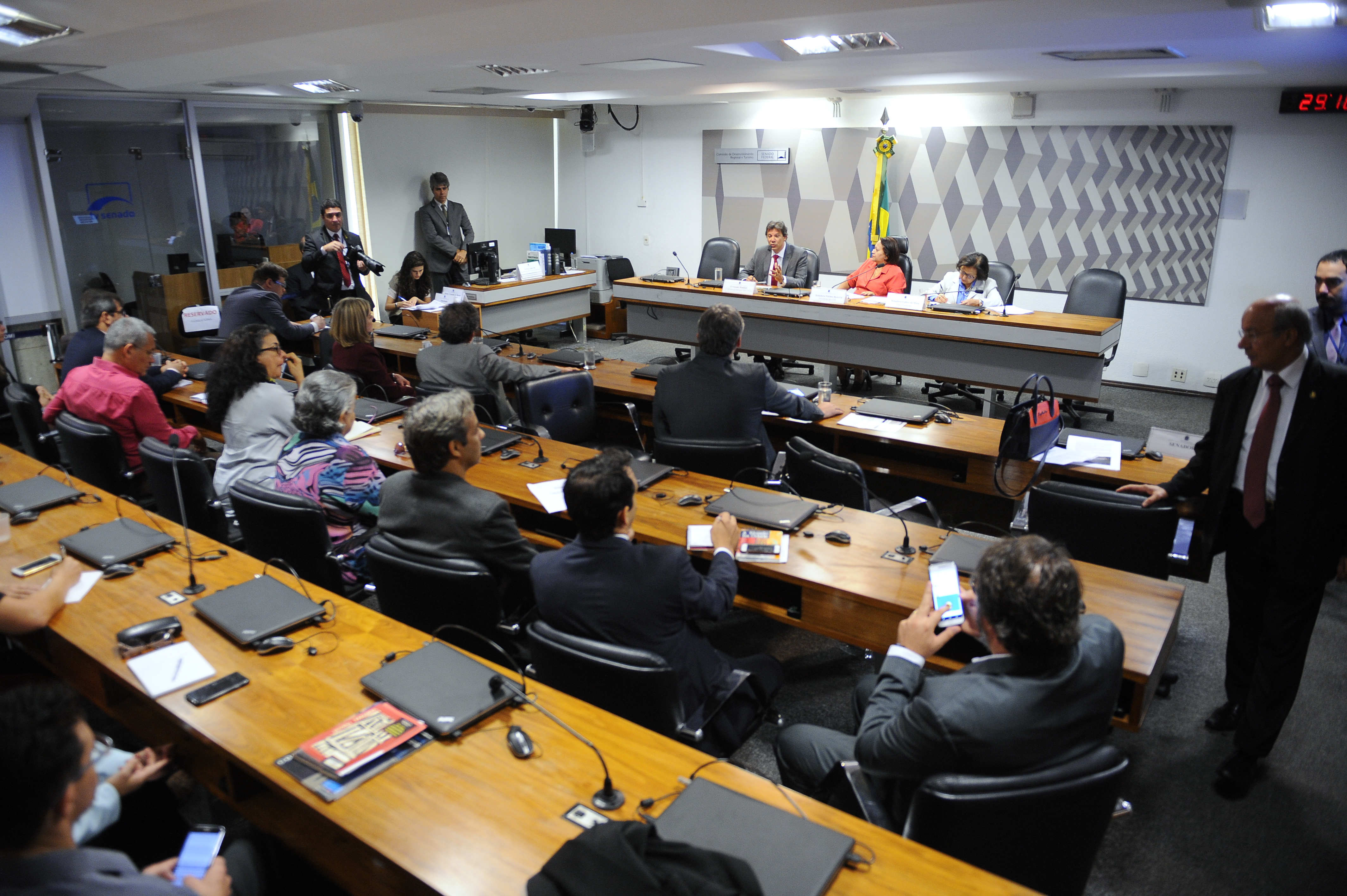
Em 2017, evento da Comissão de Desenvolvimento Regional e Turismo do Senado relativo ao Fundeb e ao desenvolvimento regional.

## Novo Fundeb
Como fundo provisório, o Fundeb tinha a duração prevista de 14 anos (2007–2020), com o intuito de atender os alunos da educação infantil, do ensino fundamental e médio e da educação de jovens e adultos. Em agosto de 2020, o Congresso Nacional promulgou uma emenda constitucional (a EC n. 108) que criou o Novo Fundeb. Dentre outras mudanças, a Emenda aumentou a contribuição da União e tornou permanente o fundo, cuja nova regulamentação foi estabelecida em decreto presidencial de 22 de março de 2021.

## Desvios
Suspeitas de desvio de verbas levaram a Polícia Federal, em colaboração com a Controladoria Geral da União (CGU), a realizar operação Orthoptera II, em julho de 2010, que procurou verificar um possível desvio de fundos em municípios do Piaui e Maranhão. Foram cumpridos por agentes federais onze mandados de busca e apreensão.

## Distribuição dos recursos
Conforme consta nos incisos I e II do Art. 60 do ato das disposições constitucionais transitórias (ADCT), a distribuição de recursos ao Fundeb deve ser constituída por 20% das receitas do Distrito Federal (DF), dos estados e seus municípios previstas na Constituição Federal de 1988 nos:
1. Incisos I, II e III do Art. 155 ― impostos dos estados e DF: ITCMD, ICMS, IPVA;
2. Inciso II do Art. 157 ― transferência da União de 20% do Imposto sobre a Renda e Proventos de Qualquer Natureza (IR) aos estados e DF;
3. Incisos II, III e IV do Art. 158 ― transferência dos estados e DF de 50% do ITRm, 50% do IPVA e 25% do ICMS aos municípios;
4. Alíneas a e b do inciso I e o inciso II do Art. 159 ― transferência da União de 21,5% do IR e 10% do IPI aos estados e DF e 22,5% do IR aos municípios.

A distribuição dos recursos é feita de acordo com o número de alunos da educação básica (educação infantil, fundamental e médio), de acordo com dados do Censo Escolar do ano anterior, observando o seguinte: alunos do ensino fundamental regular e especial ― 100% a partir do primeiro ano; alunos da educação infantil, ensino médio e EJA — um terço no primeiro ano; dois terços no segundo ano; 100% do terceiro ano em diante.
Análises independentes e do próprio Ministério da Educação (MEC) consideram o valor por aluno aplicado na educação pública ainda muito baixo.